# 黒北発電所
黒北発電所（くろきたはつでんしょ）は、宮崎県宮崎市清武町船引の清武川上流に設置されている九州電力の水力発電所。現存する水力発電所では九州最古であり、1997年（平成9年）5月7日に宮崎県内初の登録有形文化財に登録された。日向水力電気株式会社が建設。1907年（明治40年）7月3日に完成し同年8月1日に運転を開始した。最大出力は200キロワット。水車・発電機はいずれもドイツ製であり、完成から100年を超える現在も稼働を続けている。

## 完成まで
都城警察署長や鹿児島県の郡長などを務めた元官吏の柴岡晋は、ある日汽車の中で「国の発展には工業が必要であり、そのためには水力発電所による電気を動力とすることが必要だ」といった内容の話を耳にする。この話に感動した柴岡は1900年（明治33年）、事業家の大和田伝蔵とともに発電所建設を決断した。最初は宮崎市南部の鵜木川に建設を計画したが、地形上の問題があったため1901年（明治34年）に建設予定地を清武川上流に変更し、測量や設計を進行させた。しかし、柴岡・大和田が電力開発の素人であることが不安材料となり、賛同者はいなかった。
松山市に電力開発に詳しい人物、才賀藤吉がいると聞いた2人が松山へ出向いたことで状況は一変する。汽車の話は才賀のものであったことを知ると、双方が意気投合し才賀が宮崎へ訪れることとなった。日露戦争などで建設は幾度と中断したものの、1906年（明治39年）5月に日向水力電気株式会社を設立。総工費10万円を掛けて建設が進められ、1907年（明治40年）7月に完成、8月に運転を開始した。
黒北発電所は宮崎県内初の事業用（一般家庭向けの）発電所であり、黒北発電所の完成により一般家庭に初めて送電されることとなった。当時ランプで生活していた住民は電灯の便利さに驚き、電気唄を歌うまでに至った。
1911年（明治44年）10月には、経緯を後世へ語り継ぐためとして記念碑が建立された。当初は発電所上流部（沈砂池）にあり一般に公開されていなかったが、1988年（昭和63年）3月に現在地に移設された。漢文で記述されてあることから、要約文が掲載された看板が別途設置されている。

## 設備
発電所（狭義）となる建屋は、石造の平屋建てである。建築面積は78平方メートル。アーチ型の明かり取り窓や縦長の窓など洋風建築の意匠が取り入れられている。水車はフォイト社、発電機はAEG社でいずれもドイツ製。

## 体制
建設当初は3人から4人により運転されていた。現在は管理人こそいるものの、実際の運転は宮崎市の『九州電力宮崎支社総合制御所』から遠隔操作がなされている。

## 参考資料
- 「黒北発電所 -日本最古の水力発電所で100歳になります-」 - 『広報きよたけ』 清武町総務部総務課、2007年8月号。